# Mullet

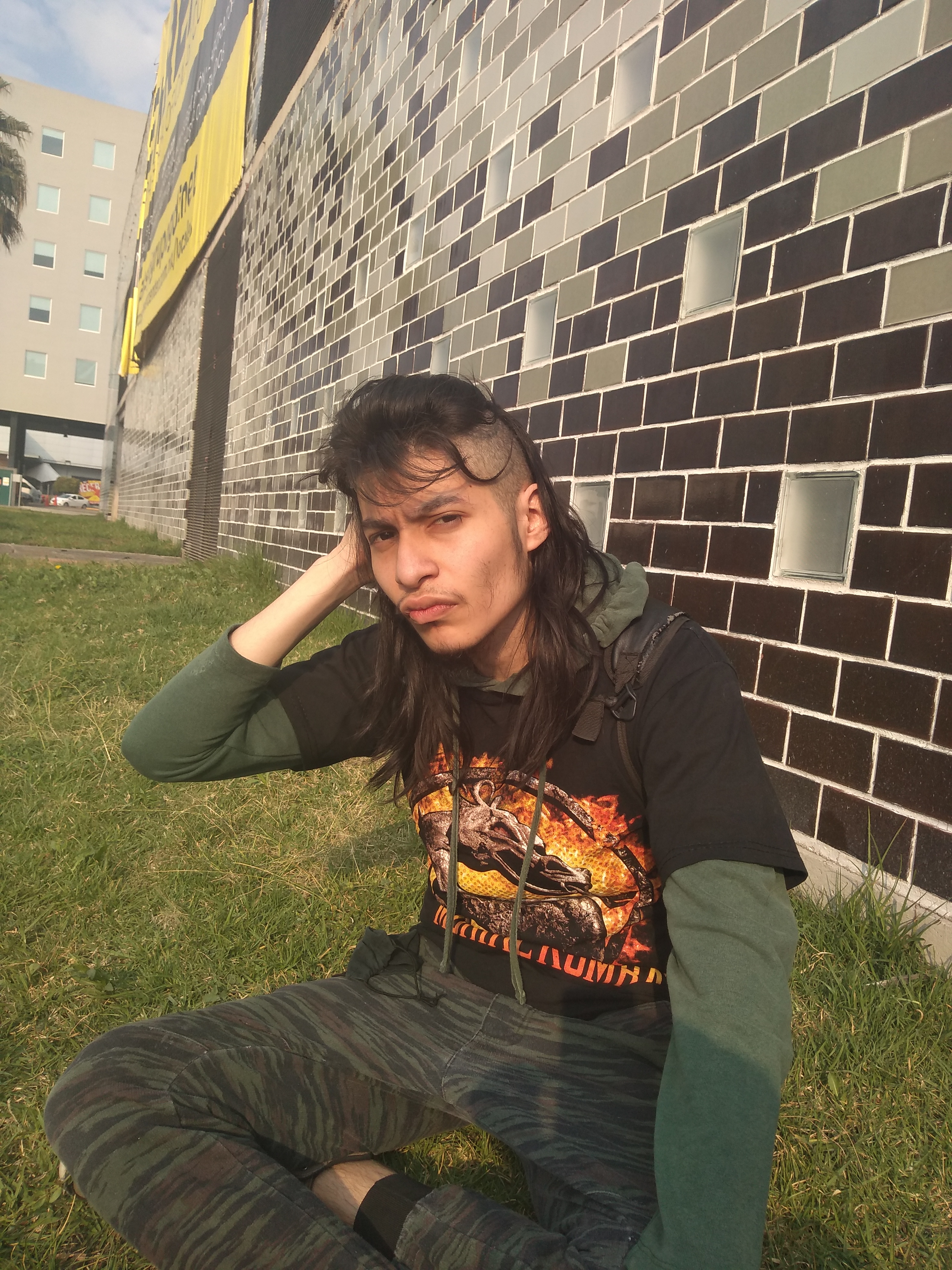
Hombre luciendo un mullet en 2022, año del siglo XXI en que dicho corte adquirió su resurgimiento y establecimiento total de popularidad desde su auge en los años ochenta.

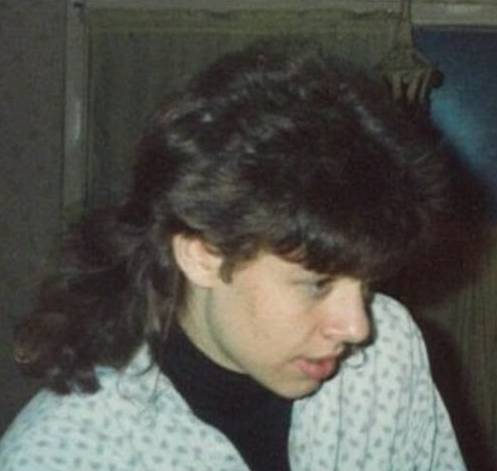
Hombre con un mullet clásico, propio de la década de los ochenta.

El mullet es un peinado en el que el cabello queda más corto en la parte delantera, superior y laterales, pero es más largo en la parte posterior. Con el pasar del tiempo, se han creado diversas variaciones del mismo, como dejar el pelo largo de adelante y atrás y rapar ambos lados, cortar el pelo lo más diminuto posible y estilizarlo a manera de adoptar el peinado, o dejar el largo del pelo por delante y por detrás sin perder el estilo tradicional del mullet.

## Etimología
De acuerdo al Oxford English Dictionary, el uso del término mullet para describir este peinado fue «aparentemente acuñado, y ciertamente popularizado, por el grupo de hip-hop estadounidense Beastie Boys», que usaba «mullet» y «cabeza de mullet», como epítetos en su canción de 1994 «Mullet Head», combinándolo con una descripción del corte de pelo: «el número uno en el costado y no toques la espalda, el número seis en la parte superior y no lo cortes, Jack.» Expusieron extensamente el tema en un artículo de seis páginas titulado Mulling Over The Mullet en el ejemplar número 2 (1995) de su revista Grand Royal, ofreciendo una selección de nombres alternativos para el corte, incluido «Hockey Player Haircut» (corte de pelo de jugador de hockey) y «Soccer Rocker» (roquero de fútbol).

### Etimología falsa
En el podcast Decoder Ring de Slate, Willa Paskin analizó la etimología del término y señaló que el Oxford English Dictionary atribuyó a la revista automotriz australiana Street Machine la primera descripción publicada del término en 1992, antes de Beastie Boys. Decoder Ring descubrió que la imagen de la revista había sido falsificada; en una disculpa de 2018 publicada en Imgur, el creador admitió haber falsificado el texto, ajustado las fechas de la revista y mostrado pruebas.

## Historia

### En la Antigüedad
Los arqueólogos plantearon la hipótesis de que una estatuilla de metal, que data del siglo I d. C. y que fue encontrada en 2018 durante los preparativos para un nuevo estacionamiento en Wimpole Estate, Inglaterra, indicaba que los nativos de la antigua Gran Bretaña durante la ocupación romana, podrían haber llevado el pelo de forma similar a los mullets.
En el siglo VI, Procopio de Cesarea, un erudito bizantino, escribió que algunas facciones de varones jóvenes llevaban el pelo largo hacia atrás y corto sobre la frente. Este estilo no romano se denominó de aspecto «huno».
El investigador Alan Henderson describe el antiguo peinado como útil, ya que mantenía el cabello fuera de los ojos y al mismo tiempo proporcionaba calidez y protección al cuello.

### América nativa
En Mourt's Relation, el autor Edward Winslow describió el primer encuentro de 1621 entre los padres peregrinos de Plymouth con el nativo americano Samoset de los abenaki, de la siguiente manera:

Era un hombre alto y recto, el pelo de la cabeza negro, largo detrás, corto delante, ninguno en la cara; …
Mourt's Relation

### Borneo nativo

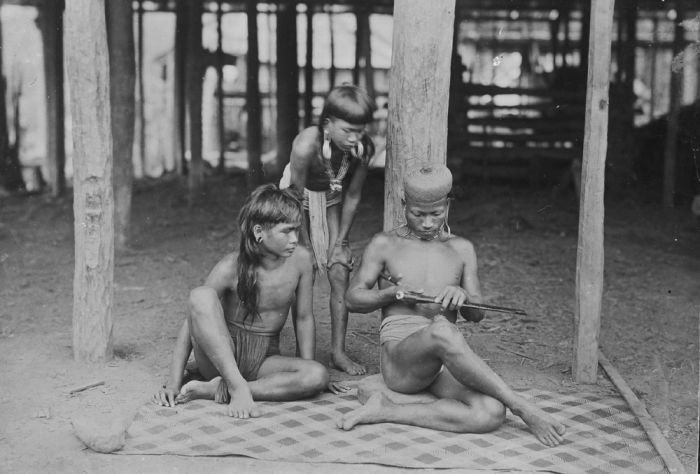
Personas de kayan portando mullets, c. 1898, 1900.

Algunas tribus de Borneo también usan peinados de estilo mullet, incluidos los penan, los kayan, los keniatas, y los iban.

### Años sesenta
En 1965, Tom Jones lució un mullet en dos de sus tres presentaciones de su canción «It's Not Unusual» en el programa The Ed Sullivan Show, primero el 2 de mayo de 1965, y luego el 13 de junio del mismo año.

### Años setenta

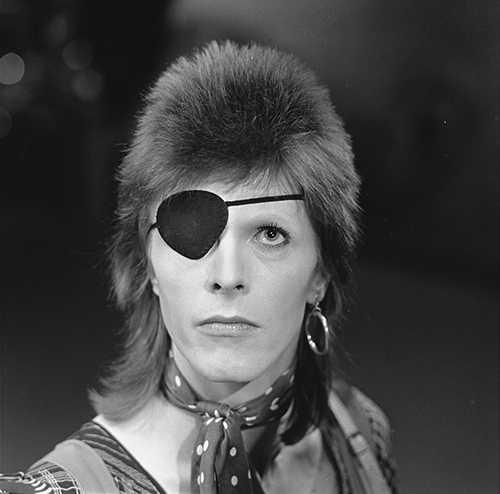
David Bowie con un mullet, en 1974.

Estrellas de rock como David Bowie, Rod Stewart, Keith Richards, y Paul McCartney, usaban mullets a principios de la década de los setenta. En enero de 2020, al escribir el panegírico de Neil Peart, Greg Prato afirmó que Peart tenía un mullet, basándose en sus observaciones de un video de 1974, sugiriendo además que «también pudo haber sido uno de los primeros roquero en lucir otro peinado – la cola de rata», apoyándose en un vídeo de 1985, «The Big Money».

### Años ochenta
En Australia, Estados Unidos y el Reino Unido, en la década de los ochenta, los mullets estaban «en todas partes», según escribió Tess Reidy para The Guardian en 2019. Los años ochenta también fue el punto culminante de la popularidad del mullet en Europa continental.
También en los ochenta, el mullet fue adoptado por la cultura lésbica, siendo un peinado con el que las mujeres se identificaban públicamente como miembros de esa cultura.

### Años noventa

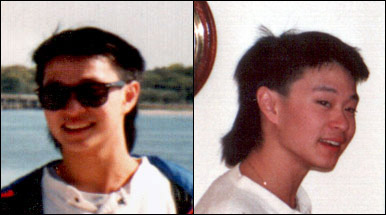
Hombre luciendo un mullet, en 1992.

Después de la muy publicitada historia de DC Comics de 1992, en la que Superman aparentemente murió, el personaje regresó en «Reign of the Supermen», una historia de seguimiento de 1993, en la que fue representado con un mullet. El proyecto cinematográfico cancelado de Superman, Superman Lives, habría representado al superhéroe con un mullet.
La banda de punk rock The Vandals, cantó sobre los mullets que usaban los cantantes de música country y los invitados en el programa The Jerry Springer Show, y enumeró los nombres regionales del estilo en la canción de 1998, «I've Got an Ape Drape». En 1997, la banda punk de temática gay Pansy Division, lanzó su sencillo «Hockey Hair» en Vancouver, Canadá, en el que hablaron sobre este peinado.
En 1998, el músico Wesley Willis escribió y lanzó la canción «Cut the Mullet», la cual solía interpretar con frecuencia en presentaciones en vivo.

### Años 2000
La película de 2001 American Mullet, documenta el fenómeno del peinado mullet y las personas que lo usan.
El mismo año Universal Records (Canadá) lanzó el álbum Mullet Years: Power Ballads, una colección de baladas de hard rock.
Este peinado se hizo popular entre la subcultura bogan de Australia y Nueva Zelanda.

### Años 2010

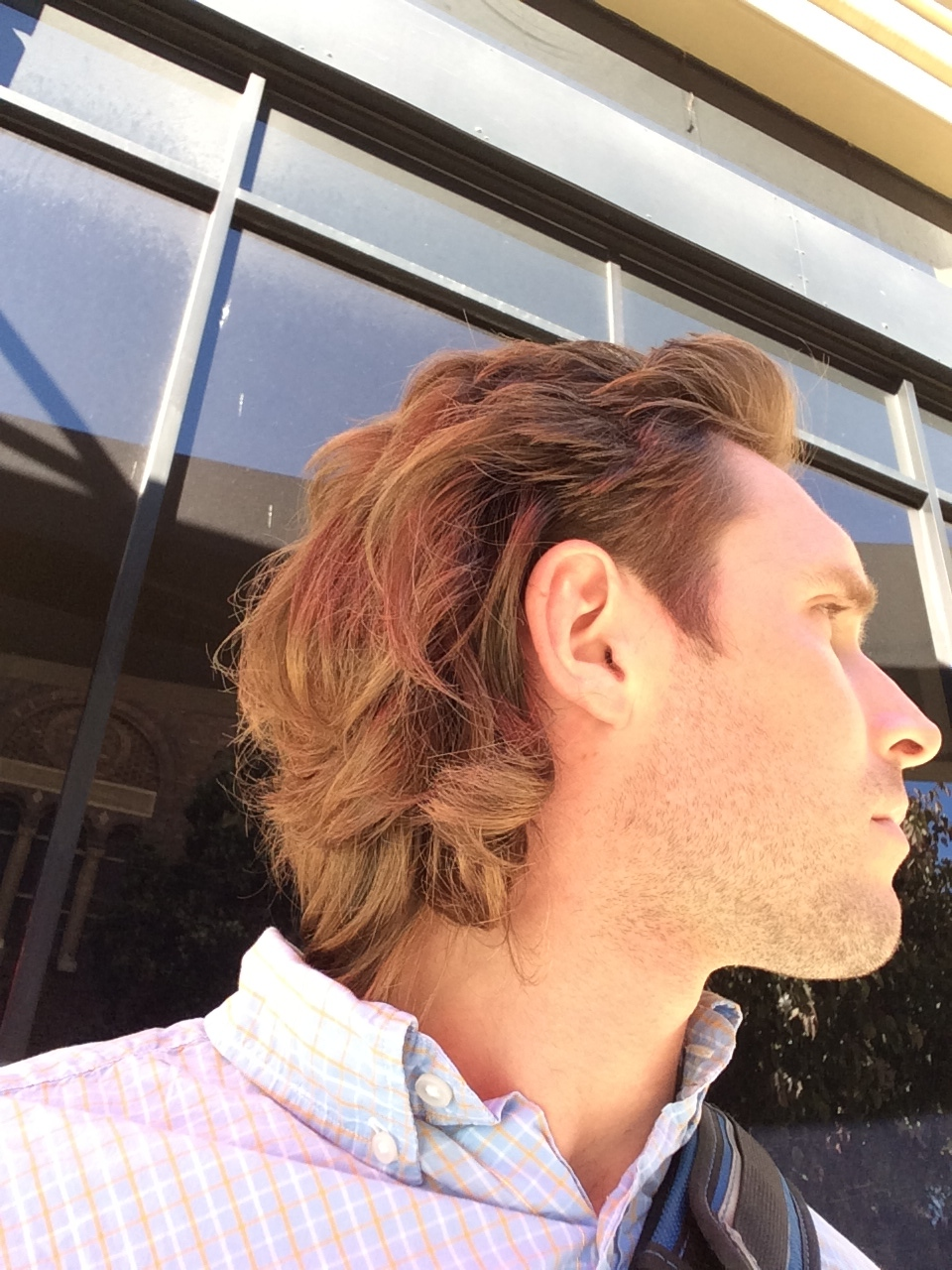
Hombre reluciendo un mullet, en 2013.

El mullet fue prohibido en Irán y agregado a una lista de cortes occidentales «antiislámicos» y de «cortes occidentales decadentes».
El mullet volvió al centro de atención en 2015, gracias al idol coreano G-Dragon, quien lució el corte durante el Made World Tour de su banda BIGBANG. En 2017, Baekhyun de EXO también portó un mullet durante la promoción de la canción de su grupo, «Ko Ko Bop». Otros artistas de K-pop que han usado mullets incluyen a Zico de Block B, Song Min-ho, Nam Joo-hyuk, Dean, Stray Kids' Chan y Han, N de VIXX, Himchan de B.A.P, Woozi y The8 de  Seventeen, y V de BTS.
El mullet también experimentó un resurgimiento dentro del deporte en Estados Unidos. Después de ganar consecutivamente las Stanley Cups, en septiembre de 2017, Phil Kessel fue visto en el campo de entrenamiento de los Pittsburgh Penguins con un mullet, trayendo devuelta el corte a sus raíces nativas del hockey de Pittsburgh (Jaromír Jágr usó un mullet con los Penguins en la década de los noventa). De manera similar, Mike Gundy, el entrenador en jefe de fútbol de Oklahoma State Cowboys, usó un mullet a inicios de 2017. La popularidad de su peinado supuestamente le valió al estado de Oklahoma millones de dólares en ingresos por marketing. En adición, de 2010 a 2015, Patrick Kane de los Chicago Blackhawks, popularizó el «playoff mullet», una alternativa al tradicional «playoff beard» de NHL. James Conner, el entonces corredor de los Pittsburgh Steelers, comenzó a lucir un mullet en 2018, continuando la tradición Yinzer de utilizar el antedicho peinado en Western Pensilvania. El retorno del mullet también se extendió a Australia a finales de la década de 2010, cuando el jugador de fútbol australiano Rhyan Grant, se hizo ampliamente conocido por este corte de pelo, hasta el punto de que se incluyó en el videojuego FIFA 20.

### Años 2020
En septiembre de 2020, i-D llamó a 2020 «el año del mullet», atribuyendo su auge en popularidad a los cierres de confinamiento por COVID-19, que incluyó a los negocios de peluquería. En un artículo para Vice Media, se entrevistó a algunos adolescentes que usaban mullets, quienes describieron al corte como una broma, y uno de ellos dijo: «hay una ironía en el corte de pelo mullet. Es un corte de pelo asqueroso, lo que significa que definitivamente se luce de una manera irónica.» Magda Ryczko, fundadora de una barbería en Brooklyn, señaló que los mullets permitían una apariencia frontal profesional para las reuniones de Zoom en la era COVID-19, al tiempo que mantenían una apariencia más desordenada y divertida fuera de cámara, cuando la sección trasera más larga del cabello pudiera ser mostrada. En 2020, se comenzó un campeonato nacional anual de mullets en Estados Unidos. La versatilidad del desvanecimiento cónico modernizó al mullet clásico, dándole un aspecto más limpio.
En julio de 2023, el cantante mexicano Peso Pluma, llamó la atención por su estilo mullet, peinado que adoptó como su corte de pelo característico durante su estrellato como intérprete de corridos tumbados. En agosto del mismo año, Tami Manis, una mujer de Tennessee de 58 años de edad, obtuvo el récord mundial Guinness por el mullet más largo, con 172,72 cm (68,0 plg), lo anterior como resultado de no haberse cortado el pelo durante 33 años.

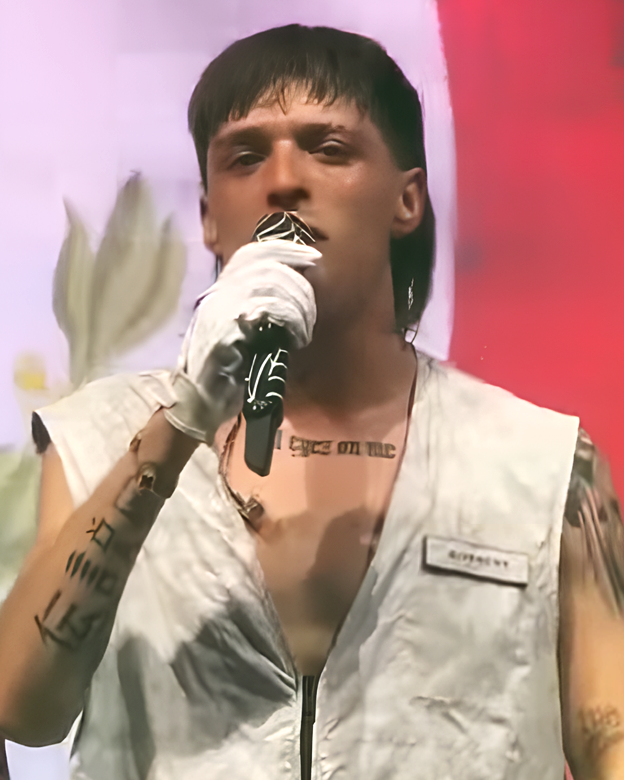
Peso Pluma

## Adaptaciones

### Cola de rata
La cola de rata es un peinado que consiste en dejar únicamente un mechón de cabello largo detrás de la nuca para que contraste con el cabello corto que se conserva. El mechón se ondula al adquirir longitud y en algunos casos se suele trenzar, lo que provoca que, como su nombre lo indica, se asemeje a la cola de una rata.

### Skullet
El skullet consiste en rapar a cero las partes superior y laterales del cráneo, dejando el cabello largo en la parte trasera de la cabeza, o si se es calvo, dejar a la misma altura de las orejas los mechones de cabello en los laterales.

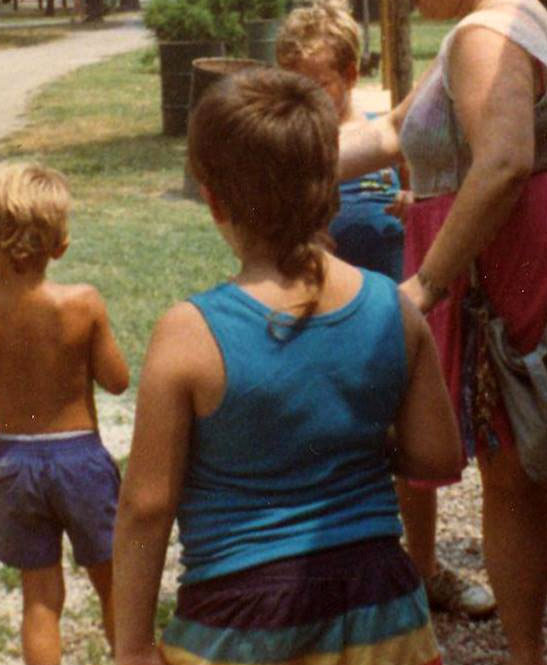
Cola de rata.
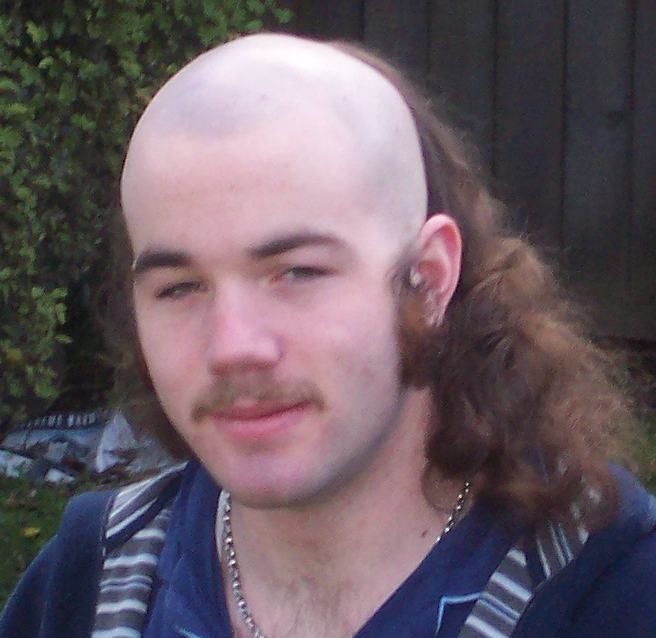
Skullet.

## En la cultura popular
En 2019, Kiefer Sutherland se describió a sí mismo como un instigador involuntario del peinado, el cual lució en la película de 1987, The Lost Boys. En entrevistas de prensa realizadas en 2022 que conmemoraron el 35 aniversario de dicha cinta, Sutherland volvió a contar la historia.